# Gagrella carinia
Gagrella carinia is een hooiwagen uit de familie Sclerosomatidae. De wetenschappelijke naam van de soort is voor het eerst geldig gepubliceerd in 1935 door Roewer.